# Valence-d'Albigeois
Valence-d'Albigeois is een gemeente in het Franse departement Tarn (regio Occitanie) en telt 1249 inwoners (2004). De plaats maakt deel uit van het arrondissement Albi.

## Geografie
De oppervlakte van Valence-d'Albigeois bedraagt 20,6 km², de bevolkingsdichtheid is 60,6 inwoners per km².
De onderstaande kaart toont de ligging van Valence-d'Albigeois met de belangrijkste infrastructuur en aangrenzende gemeenten.

## Demografie
Onderstaande figuur toont het verloop van het inwonertal (bron: INSEE-tellingen).